# IF Stjernen
IF Stjernen är en dansk idrottsförening i Odense, som grundades 18 april 1921 av de två friidrottarna Karl Hansen och Erhard Jørgensen. Till 1931 ägnade man sig åt vintergymnastik och friidrott i klubben, men så började man att spela boll i förbindelse med gymnastiken. IF Stjernen var sedan med och grundade Fyns Håndboldunion 1933. 1962 blev friidrottssektionen nedlagd. Då fanns bara handboll på programmet till 1992, då man började med tennis. Framgångsrikast i föreningen har handbollsdamlaget varit. Säsongen 1985-1986 blev damerna danska mästare. 1980-1981 vann damerna ett silver i Danska cupen. Herrarna har som bäst tagit hem en bronsmedalj i danska mästerskapet.
Tennisen i klubben har två grusbanor som delas av ca 100-120 medlemmar i alla åldrar och på alla nivåer.
Ordförande i föreningen är  Finn Hansen. 2019 spelar damlaget i 2:a divisionen, herrlaget i tredje divisionen.

## Meriter
- Danskt mästerskapsguld i handboll för damer 1985-1986
- Danskt cupsilver i handboll för damer 1980-1981

### Fotnoter
1. ↑  ”Stjernen Håndbold facebook”. https://www.facebook.com/pg/stjernenhaandbold/about/?ref=page_internal. Läst 13 april 2019.
2. ↑  ”Stjernan Tennis”. http://www.stjernen-tennis.dk/. Läst 13 april 2019.
3. ↑  ”Om klubben”. Stjernen tennis. http://www.stjernen-tennis.dk/om-klubben/. Läst 1 januari 2020.